# گابریلا فلورس
گابریلا فلورس (اسپانیایی: Gabriela Flores‎) بازیگر اهل آرژانتین است.
از فیلم‌ها یا برنامه‌های تلویزیونی که وی در آن نقش داشته است، می‌توان به رئیس خوب اشاره کرد.